# Pilcomayomålla
Pilcomayomålla (Chenopodium pilcomayense) är en amarantväxtart som beskrevs av Paul Aellen. Pilcomayomålla ingår i släktet ogräsmållor, och familjen amarantväxter. Arten förekommer tillfälligt i Sverige, men reproducerar sig inte.